# Herregårde i Maribo Amt
Herregårde i Maribo Amt.
Før kommunalreformen i 1970 bestod amtet af 6 herreder:

## Falsters Nørre Herred
- Pandebjerg
- Orenæsgaard
- Valnæsgaard
- Vennerslund
- Gammel Kirstineberg
- Ny Kirstineberg

## Falsters Sønder Herred
- Skjørringe
- Dalbyegaard
- Gjedsergaard
- Orupgaard
- Corselitze

## Fuglse Herred
- Nøbbøllegård
- Lidsø
- Binnitze
- Vårskovgård
- Havløkkegård
- Strandholm
- Søholt
- Kjærstrup
- Bremersvold
- Lungholm
- Højbygaard
- Sædingegaard
- Dansted
- Christianssæde

## Lollands Sønder Herred
- Højrebylund
- Aalstrup
- Gammelgård
- Søllestedgård
- Øllingsøe
- Bådesgård
- Rudbjerggård
- Gottesgabe
- Fredsholm
- Knuthenlund

## Lollands Nørre Herred
- Asserstrup
- Frederiksdal
- Vintersborg
- Nøjsomhed
- Pederstrup
- Halsted Kloster
- Haugård
- Hellenæs
- Holmegård
- Alleenborg
- Christiansdal
- Stensgård
- Sophinedal
- Nakskov Ladegård
- Sæbyholm
- Juellinge (Lolland) → Halsted Kloster

## Musse Herred
- Ulriksdal
- Idalund
- Nørregård
- Rosenlund
- Egholm
- Priorskov
- Fuglsang
- Aalholm
- Agerup
- Bramsløkke
- Krenkerup
- Berritsgård
- Orebygaard
- Nielstrup
- Knuthenborg
- Maribo Ladegaard
- Engestofte